# ショーン・パトリック・フラナリー
ショーン・パトリック・フラナリー（Sean Patrick Flanery, 1965年10月11日 - ）は、アメリカ合衆国ルイジアナ州レイク・チャールズ出身のアイルランド系アメリカ人の俳優。

## プロフィール
テキサス州ヒューストンで育ち、アウティインターナショナルスクールに入学、ダレス高校（テキサス州シュガーランド）を卒業後、セントトーマス大学（テキサス州）に入学した
。大学で演技を始めるが、その理由は演劇クラスの女の子に恋に落ち、彼女を追いかけたためという。後にカリフォルニア州ロサンゼルスに移り、俳優としてのキャリアを積み、1988年から『処刑人』、『パウダー』、『ボディ・ショット』そして『D-Tox』など50本以上の映画に出演している。
しかし、彼を一番有名にしているのは『インディ・ジョーンズ』のテレビシリーズとなる『インディ・ジョーンズ 若き日の大冒険』である。端正なルックスとは裏腹に奇行でも知られ、上記作品のPRで来日した際には、映画雑誌「ロードショー」の屋外での撮影中に周囲の人々が注目しないのに腹を立て、その場で服を脱ぎ、下着1枚になったというハプニングもあった。
ブラジリアン柔術と空手で黒帯を取得する
など、格闘好きでもある。

## 家族
未婚で儲けた娘は女優のローラ・フラナリー。
その後モデルのローレン・ミシェル・ヒルと結婚。2男を儲ける。

## 主な出演作

### 映画
| 公開年 | 邦題 原題 | 役名                       | 備考           |
| ------ | --- | -------------------------- | -------------- |
| 1987   | サマー・デイズ A Tiger's Tale                                                                                                | バディ                     |                |
| 1994   | インディ・ジョーンズ/若き日の大冒険 〜ハリウッドの愚者たち〜 The Adventures of Young Indiana Jones: Hollywood Follies        | インディ・ジョーンズ       | テレビ映画     |
| 1995   | インディ・ジョーンズ/若き日の大冒険 〜孔雀の眼の秘宝〜 The Adventures of Young Indiana Jones: Treasure of the Peacock's Eyes | インディ・ジョーンズ       | テレビ映画     |
| 1995   | ワイルド・ガンズ Frank & Jesse                                                                                               | ザック・マーフィ           |                |
| 1995   | グラスハープ/草の竪琴 The Grass Harp                                                                                         | ライリー・ヘンダーソン     |                |
| 1995   | スピリット・オブ・ファイヤー/邪教都市 Raging Angels                                                                          | クリス                     |                |
| 1995   | パウダー Powder | ジミー・リード（パウダー） |                |
| 1996   | 幽体離脱 Eden | デイヴ・エドガートン       |                |
| 1997   | ラスト・キングス Suicide Kings                                                                                               | マックス                   |                |
| 1997   | リスキーブライド/狼たちの絆 Best Men                                                                                         | ビリー                     |                |
| 1998   | ガールズ・ガールズ Girl | トッド・スパロウ           |                |
| 1999   | バニラ・フォグ Simply Irresistible                                                                                           | トム・バートレット         |                |
| 1999   | 処刑人 The Boondock Saints                                                                                                   | コナー・マクマナス         |                |
| 1999   | ボディ・ショット Body Shots                                                                                                  | リック・ハミルトン         |                |
| 2002   | D-TOX D-Tox | コナー                     |                |
| 2002   | ボーダーライン Borderline | エド                       | テレビ映画     |
| 2003   | ストライク・ダウン Then Came Jones                                                                                           | ベン・ジョーンズ保安官     | テレビ映画     |
| 2005   | デーモン・ハンター Damon Hunter                                                                                              | ジェイク・グレイマン       |                |
| 2005   | イントゥ・ザ・ファイア Into the Fire                                                                                         | ウォルター                 | テレビ映画     |
| 2007   | 烏 カラス Kaw | ウェイン                   |                |
| 2007   | プリズン・ヴァンパイア The Insatiable                                                                                        | ハリー・バルボ             |                |
| 2007   | グリズリー・プラネット Savage Planet                                                                                         | ランダル・ケイン           | テレビ映画     |
| 2009   | 処刑人II The Boondock Saints II: All Saints Day                                                                              | コナー・マクマナス         |                |
| 2010   | デッド・インパクト 処刑捜査 Deadly Impact                                                                                    | トム                       |                |
| 2010   | 新トレマーズ モンゴリアン・デス・ワームの巣窟 Mongolian Death Worm                                                           | ダニエル                   | テレビ映画     |
| 2010   | ルール 無法都市 Sinners and Saints                                                                                           | コリン                     |                |
| 2010   | ソウ ザ・ファイナル 3D Saw 3D                                                                                                | ボビー・デイゲン           |                |
| 2013   | ファントム/開戦前夜 Phantom                                                                                                  | ティルトフ                 |                |
| 2013   | 超時空戦記 レヴェレーター Scavengers                                                                                         | ジェケル                   | 日本劇場未公開 |
| 2016   | ビヨンド・ワルキューレ カリーニングラードの戦い Beyond Valkyrie: Dawn of the 4th Reich                                       | ブラックバーン大尉         | 日本劇場未公開 |
| 2017   | フラッシュバーン Flashburn                                                                                                   | ウェス・ノーラン           | 日本劇場未公開 |
| 2019   | アクセレーション Acceleration                                                                                                | ケイン                     |                |
| 2021   | アサルト33:要塞病棟 Assault on VA-33                                                                                         | ジェイソン・ヒル           | 日本劇場未公開 |

### テレビシリーズ
| 放映年    | 邦題 原題                                                              | 役名                   | 備考                               |
| --------- | ---------------------------------------------------------------------- | ---------------------- | ---------------------------------- |
| 1992-1993 | インディ・ジョーンズ/若き日の大冒険 The Young Indiana Jones Chronicles | インディ・ジョーンズ   | 22エピソードに出演                 |
| 2001      | スターゲイト SG-1 Stargate SG-1                                        | オーリン               | 1エピソードに出演                  |
| 2002      | チャームド〜魔女3人姉妹〜 Charmed                                      | アダム                 | 1エピソードに出演                  |
| 2002-2007 | デッド・ゾーン The Dead Zone                                           | グレッグ・スティルソン | 19エピソードに出演                 |
| 2003      | トワイライト・ゾーン The Twilight Zone                                 | ポール                 | 「ジェミニ・プロジェクト」         |
| 2006      | CSI:科学捜査班 CSI: Crime Scene Investigation                          | ビッグ・オンブレ       | 第7シーズン第5話「磔の女神」       |
| 2006      | 災厄の街 Masters of Horror The Damned Thing                            | ケヴィン・レデル       |                                    |
| 2007      | NUMBERS 天才数学者の事件ファイル Numb3rs                               | ジェフ・アップチャーチ | 第4シーズン第8話「愛情の値段」     |
| 2009      | クリミナル・マインド FBI行動分析課 Criminal Minds                      | ダリン・コール         | 第5シーズン第2話「閉ざされた記憶」 |
| 2011      | ザ・ヤング・アンド・ザ・レストレス The Young and the Restless          | サム・ギブソン         | 54エピソードに出演                 |
| 2012      | L.A.ブラックアウト Blackout                                            | ジム・ストリクランド   | 3エピソードに出演                  |
| 2013      | デクスター 〜警察官は殺人鬼 Dexter                                     | ジェイコブ・エルウェイ | シーズン8の12エピソードに出演      |
| 2022      | ザ・ボーイズ The Boys                                                  | ガンパウダー           | シーズン3                          |

## ディスコグラフィ

### アルバム
- 『あくなき挑戦』 - Johnson Was A Snowball Who Loved The Beach (1993年、ポニーキャニオン)

1. あくなき挑戦 （作曲：ピート・ホーキンス）
2. ウルトラ・バイオレット （作曲：ニール・テイラー）
3. ベスト・フレンド （作曲：ニール・テイラー、フィル・クロウサー）
4. サム・ガールズ （作詞/作曲：モリッシー）
5. アイ・キャン・フライ （作曲：ニール・テイラー）
6. カム・イン・マイ・マインド （作曲：ジョーイ・カーボーン、デニス・ベルフィールド）
7. キング （作曲：ニール・テイラー）
8. マーダー （作曲：ジョーイ・カーボーン ピート・ホーキンス）

※『インディ・ジョーンズ/若き日の大冒険』のエンディング・テーマ「あくなき挑戦」を含む全8曲が入ったCDが日本限定で発売されている。ザ・スミスのカバー曲となる「サム・ガールズ」を除く7曲がオリジナル、本人が作詞を手がけており、本人も「アイドルではなくアーティストとして」と取材などを受けた意欲作である。現在は絶版となっている。